# حزام السم
حزام السم (بالإنجليزية: The Poison Belt)‏ هي رواية قصيرة بقلم السير آرثر كونان دويل، وهي ثاني قصص الأستاذ تشالنجر. كتبت في عام 1913م، قبل ما يقرب من عام على اندلاع الحرب العالمية الأولى، وتقع الكثير من الأحداث في غرفة واحدة في منزل تشالنجر في ساسكس، وهي تتناقض مع رواية العالم المفقود التي سبقتها، وتقع أحداث كبيرة منها في براري أمريكا الجنوبية. وهذه هي آخر قصة كتبت عن تشالنجر حتى العشرينات، حيث بدأت معتقدات دويل الروحانية تؤثر على كتاباته.